# Negatoscopi

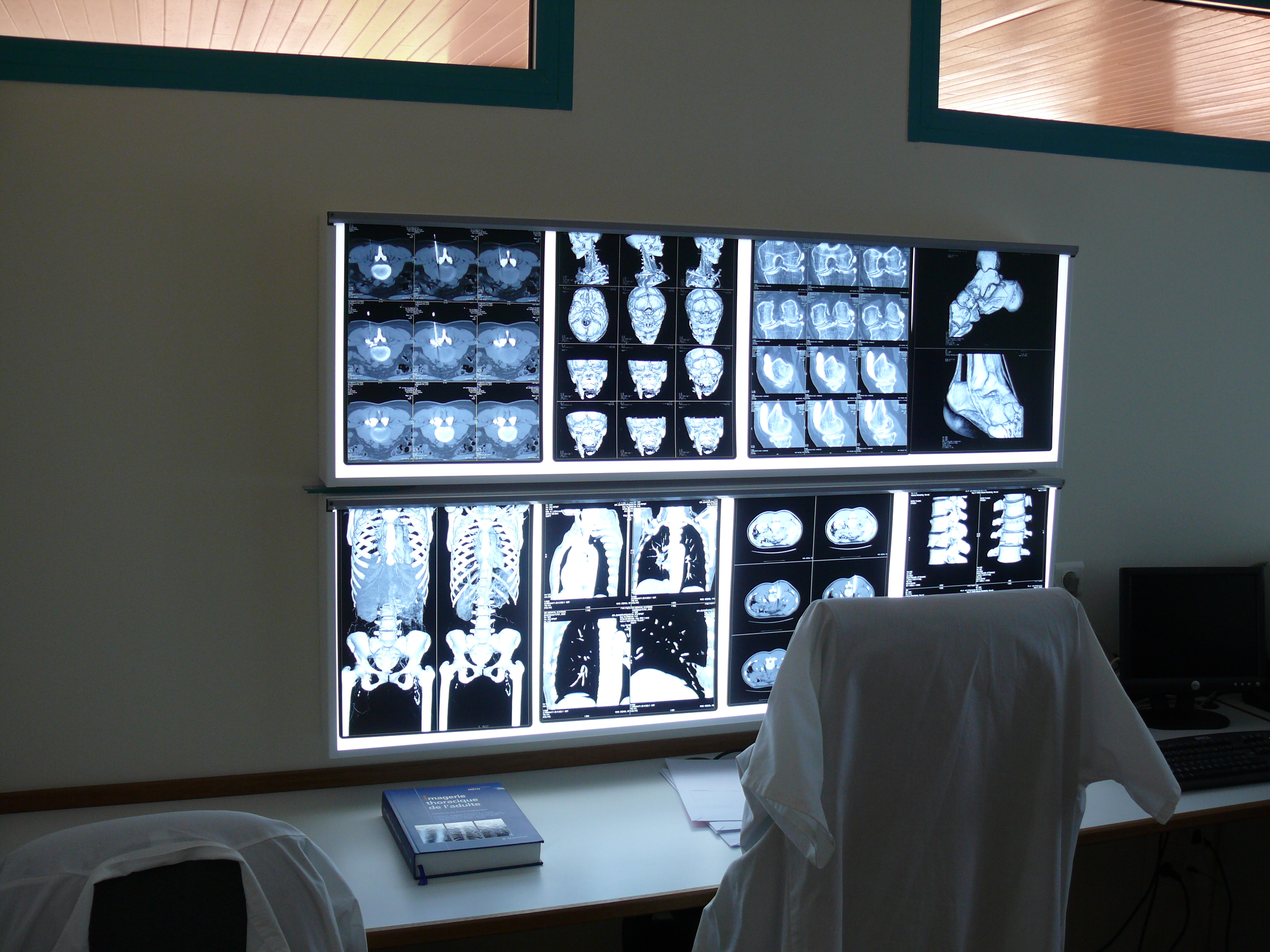
Exemple de negatoscopi.

Un negatoscopi o negativoscopi és una pantalla brillant per veure les radiografies per usos mèdics o  industrials com les radiografies de les soldadures.
Es tracta d'una font de llum freda brillant i un panell opac esmerilat, que té la funció de fer uniforme la il·luminació del pla. També poden ser portàtils.